# بيش بيجار (أملش الشمالي)
بیش بیجار (بالفارسية: پیش بیجار) هي قرية تقع في إيران في قسم أملش الشمالی الريفي. يقدر عدد سكانها بـ 229 نسمة بحسب إحصاء 2016.